# Крайша
Крайша (нем. Kreischa) — община в Германии, в земле Саксония. Подчиняется земельной дирекции Дрезден. Входит в состав района Вайсериц.  Население составляет 4418 человек (на 31 декабря 2010 года). Занимает площадь 28,97 км².
Коммуна подразделяется на 14 сельских округов.

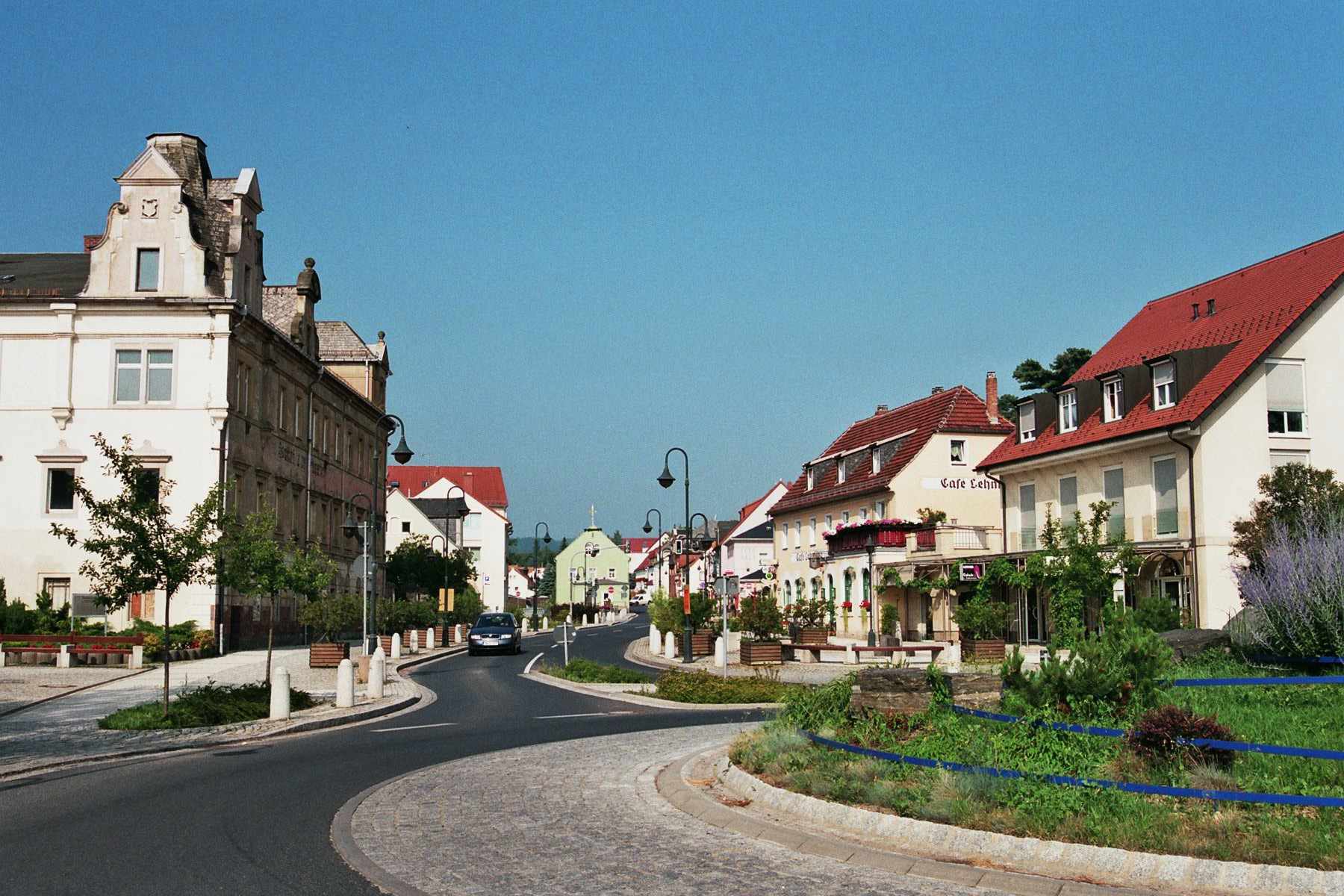
Крайша - Площадь Гаусманна

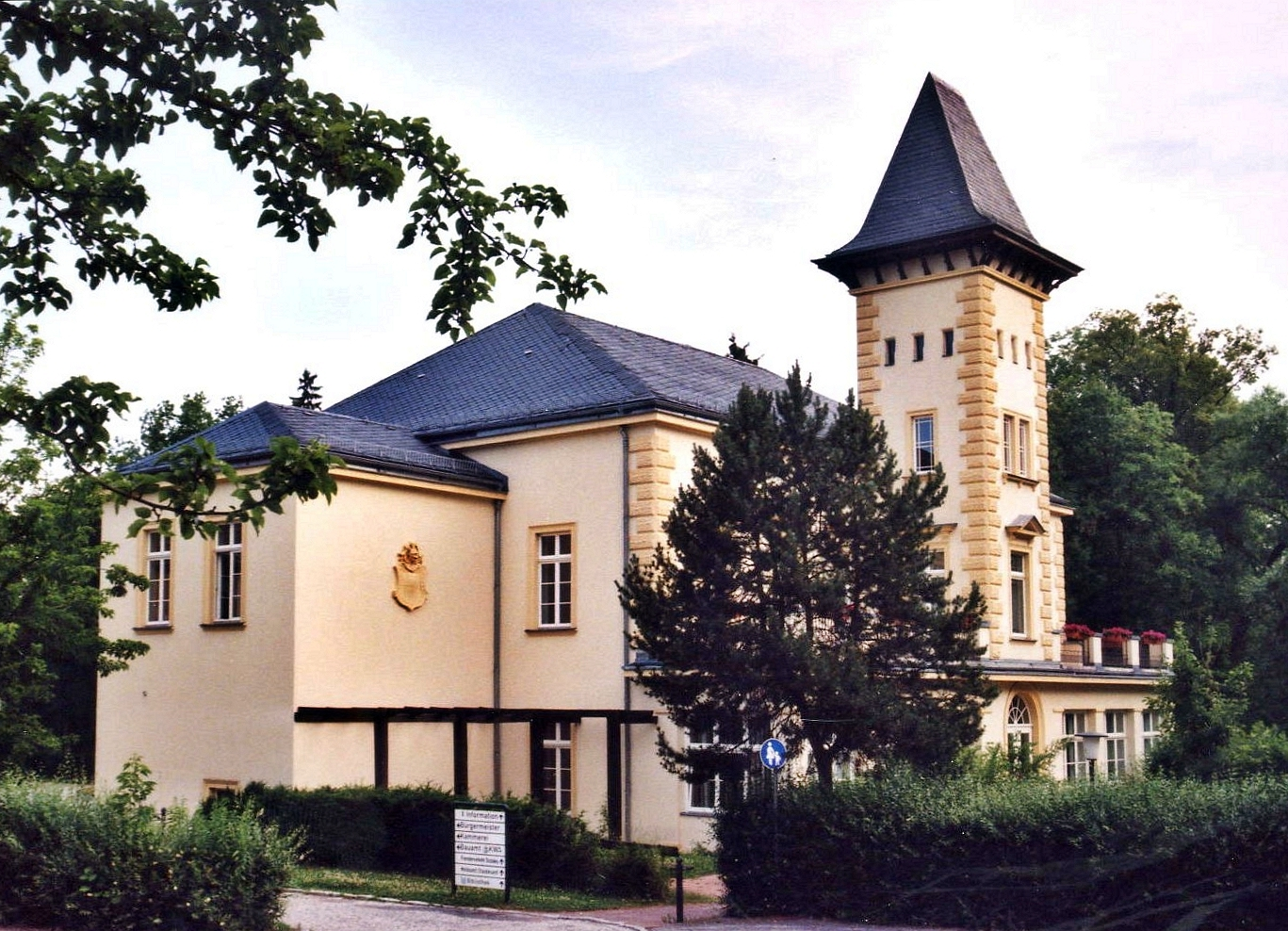
Крайша - Ратуша